# Hattukari (ö i Egentliga Finland, Nystadsregionen)
Hattukari är en ö i Finland. Den ligger i Bottenhavet eller Skärgårdshavet och i kommunen Nystad i den ekonomiska regionen  Nystadsregionen i landskapet Egentliga Finland, i den sydvästra delen av landet. Ön ligger omkring 61 kilometer nordväst om Åbo och omkring 210 kilometer väster om Helsingfors.
Öns area är 1,8 hektar och dess största längd är 190 meter i öst-västlig riktning. I omgivningarna runt Hattukari växer i huvudsak blandskog.